# Mortierella ambigua
Mortierella ambigua är en svampart som beskrevs av B.S. Mehrotra 1963. Mortierella ambigua ingår i släktet Mortierella och familjen Mortierellaceae.   Inga underarter finns listade i Catalogue of Life.